# Der Spiegel des großen Magus
Der Spiegel des großen Magus ist ein DEFA-Märchenfilm aus dem Jahr 1980, bei dem Dieter Scharfenberg Regie führte. Der in den DEFA-Studios der DDR entstandene Film hatte am 6. Februar 1981 Uraufführung.

## Handlung
Ein mächtiger und reicher König, Magus, macht mit den Menschen alles, was ihm gerade einfällt. Alle, die sich weigern, seine Anregungen zu erfüllen, werden in ein Tier verwandelt und in einen Käfig gesperrt. Eines Tages entführt er ein Mädchen, Hanna, das ihm gefällt und er will es heiraten. Doch  sie weigert sich, wie viele andere vor ihr. Hanna hat sich in den Hirten Elias  verliebt, dem Magus die Schafe raubte. Elias geht zum Schloss, um sie zu befreien. Pravos, der Mitleid mit ihm hat, erzählt ihm, dass ein Spiegel, der nur von dem Wasser aus dem Mondsee zu besiegen ist, dem großen Magus die Zauberkraft nehmen kann. Er findet den Spiegel und erlöst mit ihm die von Magus verwandelten Menschen. Zum Schluss hält er Magus den Spiegel vor das Gesicht, da bleibt nichts mehr von ihm übrig. Der Spiegel ist zerstört, deshalb kann Pravos nicht mehr zurückverwandelt werden. Elias und Hanna werden ein Paar und leben glücklich bis an das Ende ihrer Tage.

## DVD-Veröffentlichung
Im Mai 2004 wurde der Film auf DVD von der Icestorm Entertainment GmbH veröffentlicht.